# Anders Arrhenius
Anders Arrhenius, född 16 juli 1947, är en svensk friidrottare (kulstötning). Han vann SM-guld i kula 1971. Han tävlade för Spårvägens FK. Två av hans söner, Leif och Niklas Arrhenius, är framstående friidrottare, bland annat i kula. Han är sedan många år bosatt i USA. 